# Luca Fusi
Luca Fusi (Lecco, 7 de junho de 1963) é um treinador e ex-futebolista profissional italiano que atuava como meia.

## Carreira
Fusi se profissionalizou no Como.

## Seleção
Luca Fusi integrou a Seleção Italiana de Futebol na Eurocopa de 1988.